# Johann Clare
Johann Clare († 5. Mai 1344 in Königsberg) war Priester des Deutschen Ordens und Bischof von Samland.
Johann Clare stammte aus einer Bürgerfamilie der Thorner Altstadt. Sein Neffe Johann Clare ist 1325 als Karwansmeister des Bischofs bezeugt. Einem zweiten Neffen, Frowin Clare, übertrug er 1327 das Schulzenamt von Neuendorf bei Fischhausen. 
Seit der Neuorganisation des Domkapitels (1294) Domherr in Samland, wurde Johann Clare hier 1301 Domdekan. Nach dem Tod des Bischofs Siegfried von Regenstein am 13. Dezember 1310 in Königsberg wurde er als amtierender Propst vom Domkapitel einstimmig zum Nachfolger gewählt, aber der mit dem Deutschen Orden verfeindete Rigaer Erzbischof Friedrich von Pernstein verweigerte ihm die Bestätigung, weshalb Clare an die Kurie appellierte. Papst Clemens V. beauftragte Jakob Colonna, Kardinaldiakon von S. Maria in Via lata (1278–1297, 1306–1318), mit der Untersuchung des Falles, wie auch der Wahlen der Elekten von Kulm, Eberhard, und Pomesanien, Ludeko. Nach dem Tod von Clemens V. erneuerte Papst Johannes XXII. zwar den Auftrag, doch im August 1318 starb auch der Kardinaldiakon. Schließlich verzichtete Clare auf alle ihm aus der Kapitelswahl zustehenden Rechte in die Hände des vom Papst beauftragten Bertrand de Montefaventio, Kardinaldiakons von S. Maria in Aquiro (1316–1342). 
Johannes XXII. providierte ihn am 3. Dezember 1319 aus eigener Vollmacht mit dem Bistum. Die Bischofsweihe empfing er durch Nikolaus Alberti OP, Kardinalbischof von Ostia und Velletri (1303–1321). Am 13. Dezember 1319 sagte er in Avignon persönlich die Zahlung der Servitien in Höhe von 800 fl. bis zum Weihnachtsfest des folgenden Jahres zu und beglich die erste Rate im Oktober 1320. Für die langjährige Vakanz des samländischen Bischofsstuhles hatte Clare zudem 4.000 fl. an die Apostolische Kammer zu entrichten. Deren Tilgung zog sich jedoch bis Juli 1321 hin. Für die Kosten der Provision erhielt er vom Königsberger Komtur Heinrich von Plötzke einen Kredit von 600 Preußischen Mark, den er im Dezember 1326 zurückzahlte.
Clare kehrte im April 1320 über Marburg, Prenzlau und Kolberg (Kolobrzeg), wo er der Elisabeth-Kirche, der Pfarrkirche und dem altstädtischen Benediktinerinnenkloster Ablässe erteilte, in seine Diözese zurück. Am 24. Oktober 1320 bestätigte er dem Domkapitel das 1296 vom Deutschen Orden verliehene Patronat über die Pfarrkirche von Königsberg. Im Juni und Juli 1321 versuchte der Orden vergeblich, ihn durch Papst Johannes XXII. mit der Fortführung und Entscheidung des Prozesses betrauen zu lassen, der zwischen dem Orden und Herzog Władysław I. Ellenlang um den Besitz Pommerellens geführt wurde. Im August des Jahres appellierte Clare in dieser Frage zugunsten des Ordens an die Kurie.
Johann Clare erwies sich nach außen als Parteigänger seines Ordens, ging jedoch unmittelbar nach seinem Amtsantritt auch daran, zahlreiche Rechte und Besitzungen der samländischen Kirche, die sich der Orden unter seinen Vorgängern angeeignet hatte, zurückzufordern, was 1321–1322 zu heftigen Streitigkeiten mit dem Preußischen Landmeister Friedrich von Wildenberg (1317–1324) und dem Komtur von Königsberg, Heinrich von Isenburg (1321–1326), führte. Er ließ seine Klagen auch vor das 1321 in Frankfurt-Sachsenhausen tagende Ordenskapitel und an den außerhalb Preußens weilenden Hochmeister Karl von Trier bringen. In einem am 20. Mai 1322 mit dem Preußischen Landmeister geschlossenen Vertrag konnte er seine Forderungen aber nur teilweise durchsetzen. Das samländische Stiftsgebiet, dessen Grenzen um 1331 noch einmal genauer bestimmt wurden, umfasste zu diesem Zeitpunkt einen Streifen nördlich von Königsberg und einen westlichen Teil an der Ostseeküste mit der Bischofsresidenz Fischhausen. Im Oktober 1340 einigte er sich in Gegenwart des Hochmeisters Dietrich von Altenburg (1335–1341) mit dem ermländischen Bischof Hermann von Prag über den Verlauf der westlichen Diözesangrenze.
Nachdem der Orden die östliche Hälfte der Königsberger Kneiphofinsel 1322 der samländischen Kirche abgetreten hatte, begannen Clare und sein Domkapitel mit dem Bau eines neuen Domes. 1327 stiftete und dotierte er dort einen Fronleichnamsaltar, schenkte seinem Domkapitel acht vornehmlich theologische Handschriften und überwies ihm zudem 300 Mark für die Errichtung des Kathedralchores. Die Absicht, die Kathedrale als Wehrkirche zu gestalten, scheiterte am Widerstand des Ordens. Mit Hochmeister Luther von Braunschweig, der später im Dom beigesetzt wurde, schlossen er und das Kapitel im September 1333 zwei Verträge über den Kirchenbau, die Patronatsrechte des Kapitels und den Dombezirk, wohin auch die Domschule und das Hospital verlegt wurden. Das Kapitel gestattete er zudem die Errichtung eines Hofes südlich des Domes.
Von seinem Bemühen um die Kolonisation und Erschließung der bischöflichen Landesteile zeugen zahlreiche Handfesten für einheimische Samen und deutsche Neusiedler, die zumeist in einem seit 1322 vom bischöflichen Notar Johann von Thierenberg geführten Urkundenregister, dem ältesten seiner Art in Preußen, überliefert sind. Zur besseren Erschließung seiner nördlichen Landesteile ließ er die alte Bischofsburg in Powunden bei Laptau in Stein ausbauen und durch einen eigenen Kämmerer verwalten.
Clare stiftete dem pommerellischen Zisterzienserkloster Pelplin 40 Mark und ein Messgewand. Im Oktober 1343 gewährte er allen Besuchern des Augustinus-Altars in der Thorner Dominikanerkirche einen Ablass. Während seiner Regierung entstanden die bis 1338 reichenden Epitome gestorum Prussie eines ungenannten samländischen Domherrn. Sein Grab befindet sich im Dom zu Königsberg.